# Primera División B 2024 (Paraguay)
El campeonato de la Primera División B 2024 del fútbol paraguayo, fue la octogésima segunda edición de un campeonato oficial de Tercera División, denominada actualmente Primera División B, organizado por la Asociación Paraguaya de Fútbol. En esta edición compiten 18 equipos.
El club Deportivo Capiatá logró el ascenso en la fecha 30 y se consagró campeón en la fecha 32. River Plate se consagró subcampeón en la penúltima fecha, lo que le otorgó el ascenso a la División Intermedia.
Al otro extremo los clubes 12 de Octubre SD, en la fecha 33, y Cristóbal Colón (Ñ), en la fecha 34, descendieron a Primera C.

## Sistema de competición
El modo de disputa se mantendría al igual que en las temporadas precedentes el de todos contra todos a partidos de ida y vuelta, es decir a dos rondas compuestas por 17 jornadas cada una con localía recíproca. Se consagrará campeón el equipo que acumule la mayor cantidad de puntos al término de las 34 fechas.
En caso de paridad de puntos entre dos contendientes, se define el título en un partido extra. De existir más de dos en disputa, se resuelve según los siguientes parámetros:
1) saldo de goles;
2) mayor cantidad de goles marcados;
3) mayor cantidad de goles marcados en condición de visitante;
4) sorteo.

## Producto de la clasificación
- El torneo coronará al 82° campeón en la historia de la Tercera División.[2]
- El campeón y subcampeón del torneo, obtendrán directamente su ascenso a la Segunda División.
- Los dos equipos que terminen en las últimas posiciones de la tabla de promedios descenderán a la Cuarta División.

## Ascensos y descensos
| Pos | Ascendido a Segunda División |
| --- | ---------------------------- |
| 1.º | Atlético Tembetary           |

| Pos | Descendidos a Primera División C |
| --- | -------------------------------- |
| 16º | Sportivo Iteño                   |
| 17º | Humaitá                          |

| Pos  | Descendidos de la Segunda División |
| ---- | ---------------------------------- |
| 15.° | 24 de Setiembre                    |
| 16º  | 12 de Octubre FC                   |

| Pos | Ascendidos de la Primera División C |
| --- | ----------------------------------- |
| 1.º | 12 de Octubre SD                    |
| 2.º | Sport Colombia                      |

## Equipos participantes

### Localización
La mayoría de los clubes (10) se concentra en el departamento Central. En tanto que siete se encuentran a corta distancia en la capital del país y uno se encuentra en el Departamento de Presidente Hayes.
| Distrito capital/Departamento    | Cantidad | Equipos |
| -------------------------------- | -------- | --- |
| Departamento Central             | 10       | 12 de Octubre FC (Itauguá), Deportivo Capiatá (Capiatá), Olimpia (Itá), 29 de Setiembre (Luque), 24 de Setiembre (Areguá), Cristóbal Colón (Julián Augusto Saldívar), Cristóbal Colón (Ñemby), Sportivo Limpeño (Limpio), General Díaz (Luque), Sport Colombia (Fernando de la Mora) |
| Asunción                         | 7        | 3 de Febrero, 3 de Noviembre, Atlántida, Presidente Hayes, 12 de Octubre SD, River Plate, Silvio Pettirossi |
| Departamento de Presidente Hayes | 1        | Benjamín Aceval (Villa Hayes) |

### Información de equipos
Listado de los equipos que disputarán este torneo. El número de equipos participantes para esta temporada es de 18.
| Equipo                | Ciudad                  | Estadio                    | Capacidad | Fundación                |
| River Plate           | Asunción                | Jardines del Kelito        | 6.500     | 15 de enero de 1911      |
| 29 de Setiembre       | Luque                   | Salustiano Zaracho         | 3.500     | 30 de abril de 1942      |
| 3 de Febrero          | Asunción                | 3 de Febrero               | 500       | 10 de marzo de 1949      |
| 3 de Noviembre        | Asunción                | Rubén Ramírez              | 1.500     | 15 de mayo de 1959       |
| Atlántida             | Asunción                | Flaviano Díaz              | 1.000     | 23 de diciembre de 1906  |
| Olimpia (Itá)         | Itá                     | Manuel Gamarra             | 5.000     | 8 de marzo de 1921       |
| Deportivo Capiatá     | Capiatá                 | Lic. Erico Galeano Segovia | 15.000    | 4 de septiembre de 2008  |
| Sport Colombia        | Fernando de la Mora     | Alfonso Colmán             | 7.000     | 1 de noviembre de 1924   |
| Cristóbal Colón (JAS) | Julián Augusto Saldívar | Herminio Ricardo           | 3.000     | 12 de octubre de 1913    |
| Cristóbal Colón (Ñ)   | Ñemby                   | Pablo Patricio Bogarín     | 2.500     | 12 de octubre de 1925    |
| 12 de Octubre SD      | Asunción                | Rafael Giménez             | 1.500     | 12 de octubre de 1922    |
| Sportivo Limpeño      | Limpio                  | Optaciano Gómez            | 1.800     | 16 de julio de 1914      |
| Presidente Hayes      | Asunción                | Félix Cabrera              | 5.000     | 8 de noviembre de 1907   |
| 12 de Octubre FC      | Itauguá                 | Luis Salinas               | 10.000    | 14 de agosto de 1914     |
| General Díaz          | Luque                   | General Adrián Jara        | 4.000     | 22 de septiembre de 1917 |
| Benjamín Aceval       | Villa Hayes             | Isidro Roussillón          | 5.000     | 6 de junio de 1918       |
| Silvio Pettirossi     | Asunción                | Bernabé Pedrozo            | 4.000     | 11 de marzo de 1926      |
| 24 de Setiembre VP    | Areguá                  | Próculo Cortázar           | 2.500     | 24 de setiembre de 1914  |
| --------------------- | ----------------------- | -------------------------- | --------- | ------------------------ |

## Clasificación
| Pos. | Equipo                   | Pts. | PJ | G  | E  | P  | GF | GC | Dif. | Clasificación 2024-25         |
| ---- | ------------------------ | ---- | -- | -- | -- | -- | -- | -- | ---- | ----------------------------- |
| 1    | Deportivo Capiatá (A, C) | 75   | 34 | 22 | 9  | 3  | 63 | 31 | +32  | Ascendidos a Segunda División |
| 2    | River Plate (A)          | 67   | 34 | 18 | 13 | 3  | 56 | 28 | +28  | Ascendidos a Segunda División |
| 3    | Atlántida                | 64   | 34 | 19 | 7  | 8  | 41 | 27 | +14  |                               |
| 4    | Benjamín Aceval          | 61   | 34 | 18 | 7  | 9  | 65 | 35 | +30  |                               |
| 5    | 12 de Octubre FC         | 58   | 34 | 15 | 13 | 6  | 45 | 34 | +11  |                               |
| 6    | Cristóbal Colón (JAS)    | 57   | 34 | 17 | 6  | 11 | 62 | 43 | +19  |                               |
| 7    | 24 de Setiembre VP       | 56   | 34 | 15 | 11 | 8  | 60 | 41 | +19  |                               |
| 8    | Olimpia (Itá)            | 49   | 34 | 12 | 13 | 9  | 47 | 41 | +6   |                               |
| 9    | 3 de Febrero FBC         | 48   | 34 | 13 | 9  | 12 | 45 | 44 | +1   |                               |
| 10   | 3 de Noviembre           | 44   | 34 | 12 | 8  | 14 | 50 | 37 | +13  |                               |
| 11   | Sport Colombia           | 44   | 34 | 12 | 8  | 14 | 40 | 43 | −3   |                               |
| 12   | Silvio Pettirossi        | 35   | 34 | 9  | 8  | 17 | 43 | 49 | −6   |                               |
| 13   | Sportivo Limpeño         | 34   | 34 | 8  | 10 | 16 | 37 | 50 | −13  |                               |
| 14   | General Díaz             | 32   | 34 | 8  | 8  | 18 | 32 | 54 | −22  |                               |
| 15   | Presidente Hayes         | 31   | 34 | 7  | 10 | 17 | 32 | 59 | −27  |                               |
| 16   | 29 de Setiembre          | 30   | 34 | 7  | 9  | 18 | 38 | 72 | −34  |                               |
| 17   | 12 de Octubre SD (D)     | 29   | 34 | 6  | 11 | 17 | 43 | 61 | −18  |                               |
| 18   | Cristóbal Colón (Ñ) (D)  | 20   | 34 | 4  | 8  | 22 | 36 | 86 | −50  |                               |

Actualizado a los partidos jugados el 20 de octubre de 2024.
 Fuente: APF

## Evolución de la clasificación
| Equipo \ Jornada      | 01 | 02 | 03 | 04 | 05 | 06 | 07 | 08 | 09 | 10 | 11 | 12 | 13 | 14 | 15 | 16 | 17 | 18 | 19 | 20 | 21 | 22 | 23 | 24 | 25 | 26 | 27 | 28 | 29 | 30 | 31 | 32 | 33 | 34 |
| --------------------- | -- | -- | -- | -- | -- | -- | -- | -- | -- | -- | -- | -- | -- | -- | -- | -- | -- | -- | -- | -- | -- | -- | -- | -- | -- | -- | -- | -- | -- | -- | -- | -- | -- | -- |
| Sport Colombia        | 18 | 9  | 3  | 3  | 4  | 6  | 3  | 5  | 3  | 5  | 10 | 11 | 9  | 9  | 10 | 11 | 11 | 11 | 11 | 11 | 11 | 11 | 11 | 11 | 11 | 11 | 11 | 10 | 10 | 11 | 10 | 10 | 11 | 11 |
| 12 de Octubre SD      | 10 | 13 | 16 | 18 | 16 | 17 | 18 | 17 | 18 | 18 | 18 | 18 | 18 | 18 | 18 | 18 | 18 | 18 | 18 | 18 | 18 | 18 | 17 | 17 | 17 | 17 | 17 | 17 | 17 | 17 | 17 | 15 | 17 | 17 |
| Deportivo Capiatá     | 3  | 4  | 9  | 4  | 2  | 1  | 1  | 1  | 1  | 1  | 1  | 1  | 1  | 1  | 1  | 1  | 1  | 1  | 1  | 1  | 1  | 1  | 1  | 1  | 1  | 1  | 1  | 1  | 1  | 1  | 1  | 1  | 1  | 1  |
| General Díaz          | 13 | 17 | 11 | 13 | 12 | 7  | 9  | 6  | 9  | 12 | 12 | 12 | 12 | 13 | 14 | 12 | 12 | 12 | 12 | 12 | 13 | 14 | 15 | 16 | 16 | 13 | 13 | 13 | 13 | 14 | 14 | 16 | 14 | 14 |
| Cristóbal Colón (JAS) | 11 | 11 | 5  | 9  | 6  | 8  | 5  | 8  | 11 | 8  | 6  | 4  | 3  | 5  | 3  | 2  | 2  | 2  | 3  | 2  | 2  | 2  | 4  | 2  | 6  | 3  | 3  | 3  | 3  | 3  | 4  | 5  | 6  | 6  |
| Presidente Hayes      | 9  | 12 | 17 | 10 | 13 | 14 | 14 | 15 | 16 | 16 | 16 | 16 | 16 | 16 | 16 | 17 | 17 | 17 | 16 | 16 | 16 | 16 | 16 | 13 | 13 | 14 | 14 | 14 | 16 | 13 | 13 | 14 | 15 | 15 |
| Olimpia (Itá)         | 4  | 3  | 10 | 12 | 14 | 10 | 12 | 10 | 6  | 4  | 5  | 7  | 7  | 11 | 8  | 6  | 6  | 4  | 4  | 5  | 3  | 5  | 3  | 5  | 4  | 5  | 5  | 6  | 7  | 7  | 8  | 8  | 8  | 8  |
| 29 de Setiembre       | 15 | 18 | 13 | 15 | 17 | 18 | 16 | 16 | 15 | 15 | 13 | 15 | 15 | 15 | 15 | 15 | 15 | 15 | 15 | 15 | 14 | 15 | 13 | 14 | 15 | 16 | 15 | 15 | 14 | 15 | 16 | 17 | 16 | 16 |
| Cristóbal Colón (Ñ)   | 16 | 8  | 15 | 16 | 15 | 15 | 17 | 18 | 17 | 17 | 17 | 17 | 17 | 17 | 17 | 16 | 16 | 16 | 17 | 17 | 17 | 17 | 16 | 18 | 18 | 18 | 18 | 18 | 18 | 18 | 18 | 18 | 18 | 18 |
| Silvio Pettirossi     | 17 | 15 | 18 | 17 | 18 | 16 | 15 | 13 | 13 | 13 | 14 | 13 | 14 | 14 | 13 | 14 | 13 | 13 | 13 | 13 | 12 | 12 | 12 | 12 | 12 | 12 | 12 | 12 | 12 | 12 | 12 | 12 | 13 | 13 |
| Sportivo Limpeño      | 8  | 16 | 7  | 7  | 11 | 13 | 13 | 14 | 14 | 14 | 15 | 14 | 13 | 12 | 12 | 13 | 14 | 14 | 14 | 14 | 15 | 13 | 14 | 15 | 14 | 15 | 16 | 16 | 15 | 16 | 15 | 13 | 12 | 13 |
| River Plate           | 7  | 2  | 1  | 1  | 3  | 2  | 2  | 2  | 2  | 2  | 2  | 2  | 2  | 3  | 5  | 5  | 3  | 3  | 2  | 3  | 4  | 3  | 5  | 3  | 2  | 2  | 2  | 2  | 2  | 2  | 2  | 2  | 2  | 2  |
| Atlántida             | 5  | 5  | 2  | 2  | 1  | 5  | 6  | 9  | 8  | 11 | 9  | 5  | 4  | 2  | 4  | 3  | 4  | 5  | 7  | 6  | 6  | 4  | 2  | 4  | 3  | 4  | 6  | 5  | 5  | 5  | 3  | 3  | 3  | 3  |
| 3 de Noviembre        | 12 | 14 | 8  | 8  | 8  | 4  | 7  | 4  | 5  | 9  | 7  | 8  | 10 | 8  | 9  | 8  | 10 | 8  | 6  | 8  | 8  | 9  | 9  | 10 | 10 | 10 | 10 | 11 | 11 | 10 | 11 | 11 | 10 | 10 |
| 3 de Febrero FBC      | 14 | 7  | 12 | 5  | 5  | 3  | 4  | 3  | 4  | 3  | 3  | 3  | 6  | 4  | 2  | 4  | 5  | 9  | 9  | 10 | 10 | 10 | 10 | 9  | 9  | 9  | 9  | 9  | 8  | 8  | 9  | 9  | 9  | 9  |
| Benjamín Aceval       | 6  | 10 | 6  | 11 | 7  | 9  | 10 | 7  | 10 | 7  | 11 | 9  | 11 | 10 | 11 | 10 | 8  | 10 | 10 | 9  | 9  | 8  | 8  | 8  | 8  | 8  | 8  | 7  | 6  | 6  | 6  | 4  | 4  | 4  |
| 12 de Octubre FC      | 2  | 1  | 4  | 6  | 10 | 11 | 11 | 12 | 7  | 6  | 4  | 6  | 5  | 6  | 6  | 7  | 7  | 6  | 8  | 7  | 7  | 7  | 7  | 7  | 5  | 6  | 4  | 4  | 4  | 4  | 5  | 6  | 5  | 5  |
| 24 de Setiembre VP    | 1  | 6  | 14 | 14 | 9  | 12 | 8  | 11 | 12 | 10 | 8  | 10 | 8  | 7  | 7  | 9  | 9  | 7  | 5  | 4  | 5  | 6  | 6  | 6  | 7  | 7  | 7  | 8  | 9  | 9  | 7  | 7  | 7  | 7  |

Notas:

* Indica la posición del equipo con un partido pendiente.

** Indica la posición del equipo con dos partidos pendientes.
| C y SC | Ascendidos a Segunda División. |

## Fixture
- Los horarios son correspondientes a la hora local de verano (UTC-3) y horario estándar (UTC-4), Asunción, Paraguay.

### Primera vuelta
| Fecha 1             | Fecha 1   | Fecha 1             | Fecha 1                      | Fecha 1     | Fecha 1 |
| Local               | Resultado | Visitante           | Estadio                      | Día         | Hora    |
| ------------------- | --------- | ------------------- | ---------------------------- | ----------- | ------- |
| Cristóbal Colón JAS | 1 – 1     | Sportivo Limpeño    | Herminio Ricardo             | 12 de abril | 9:00    |
| Atlántida           | 1 – 0     | Cristóbal Colón (Ñ) | Juan B. Ruiz Díaz            | 13 de abril | 9:00    |
| 12 de Octubre SD    | 1 – 1     | Presidente Hayes    | Rafael Giménez               | 13 de abril | 9:00    |
| River Plate         | 3 – 3     | Benjamín Aceval     | Jardines del Kelito          | 13 de abril | 9:00    |
| 12 de Octubre FC    | 2 – 1     | 3 de Febrero FBC    | Luis Alberto Salinas Tanasio | 13 de abril | 16:00   |
| 3 de Noviembre      | 0 – 0     | General Díaz        | Dr. Rubén Ramírez            | 14 de abril | 9:00    |
| 29 de Setiembre     | 0 – 1     | Olimpia (Itá)       | Salustiano Zaracho           | 14 de abril | 9:00    |
| Silvio Pettirossi   | 0 – 1     | Deportivo Capiatá   | Bernabé Pedrozo              | 14 de abril | 15:45   |
| 24 de Setiembre     | 2 – 0     | Sport Colombia      | Próculo Cortázar             | 14 de abril | 15:45   |

| Fecha 2             | Fecha 2   | Fecha 2             | Fecha 2                      | Fecha 2     | Fecha 2 |
| Local               | Resultado | Visitante           | Estadio                      | Día         | Hora    |
| ------------------- | --------- | ------------------- | ---------------------------- | ----------- | ------- |
| Olimpia (Itá)       | 2 – 2     | Cristóbal Colón JAS | Presbítero Manuel Gamarra    | 20 de abril | 10:00   |
| 12 de Octubre FC    | 1 – 0     | 24 de Setiembre     | Luis Alberto Salinas Tanasio | 20 de abril | 15:30   |
| 3 de Febrero FBC    | 3 – 2     | 3 de Noviembre      | 3 de Febrero                 | 20 de abril | 15:30   |
| Presidente Hayes    | 2 – 2     | Silvio Pettirossi   | Coronel Félix Cabrera        | 20 de abril | 15:30   |
| Benjamín Aceval     | 1 – 1     | 12 de Octubre SD    | Isidro Roussillón Pascottini | 20 de abril | 18:00   |
| Cristóbal Colón (Ñ) | 2 – 1     | 29 de Setiembre     | Pablo Patricio Bogarín       | 21 de abril | 10:00   |
| General Díaz        | 0 – 2     | River Plate         | Ricardo Gregor               | 21 de abril | 15:30   |
| Sportivo Limpeño    | 1 – 2     | Sport Colombia      | Optaciano Gómez Rivas        | 21 de abril | 15:30   |
| Deportivo Capiatá   | 0 – 0     | Atlántida           | Lic. Erico Galeano Segovia   | 22 de abril | 10:00   |

| Fecha 3             | Fecha 3   | Fecha 3             | Fecha 3             | Fecha 3     | Fecha 3 |
| Local               | Resultado | Visitante           | Estadio             | Día         | Hora    |
| ------------------- | --------- | ------------------- | ------------------- | ----------- | ------- |
| River Plate         | 1 – 0     | 3 de Febrero FBC    | Jardines del Kelito | 26 de abril | 10:00   |
| 3 de Noviembre      | 2 – 0     | 12 de Octubre FC    | Dr. Rubén Ramírez   | 27 de abril | 10:00   |
| 29 de Setiembre     | 1 – 0     | Deportivo Capiatá   | Salustiano Zaracho  | 27 de abril | 10:00   |
| 12 de Octubre SD    | 0 – 1     | General Díaz        | Ricardo Gregor      | 27 de abril | 10:00   |
| Sport Colombia      | 3 – 1     | Olimpia (Itá)       | Alfonso Colmán      | 27 de abril | 15:30   |
| Silvio Pettirossi   | 0 – 1     | Benjamín Aceval     | Bernabé Pedrozo     | 27 de abril | 15:30   |
| Cristóbal Colón JAS | 4 – 1     | Cristóbal Colón (Ñ) | Herminio Ricardo    | 27 de abril | 15:30   |
| Atlántida           | 2 – 0     | Presidente Hayes    | Juan B. Ruiz Díaz   | 28 de abril | 10:00   |
| 24 de Setiembre     | 0 – 3     | Sportivo Limpeño    | Próculo Cortázar    | 28 de abril | 15:30   |

| Fecha 4             | Fecha 4   | Fecha 4             | Fecha 4                      | Fecha 4   | Fecha 4 |
| Local               | Resultado | Visitante           | Estadio                      | Día       | Hora    |
| ------------------- | --------- | ------------------- | ---------------------------- | --------- | ------- |
| 3 de Noviembre      | 1 – 1     | 24 de Setiembre     | Dr. Rubén Ramírez            | 4 de mayo | 10:00   |
| 12 de Octubre FC    | 2 – 3     | River Plate         | Luis Alberto Salinas Tanasio | 4 de mayo | 10:00   |
| Cristóbal Colón (Ñ) | 1 – 5     | Sport Colombia      | Pablo Patricio Bogarín       | 4 de mayo | 15:30   |
| Olimpia (Itá)       | 1 – 1     | Sportivo Limpeño    | Presbítero Manuel Gamarra    | 5 de mayo | 10:00   |
| General Díaz        | 2 – 2     | Silvio Pettirossi   | Salustiano Zaracho           | 5 de mayo | 10:00   |
| 3 de Febrero FBC    | 2 – 0     | 12 de Octubre SD    | 3 de Febrero                 | 5 de mayo | 15:30   |
| Presidente Hayes    | 4 – 2     | 29 de Setiembre     | Coronel Félix Cabrera        | 5 de mayo | 15:30   |
| Deportivo Capiatá   | 4 – 1     | Cristóbal Colón JAS | Lic. Erico Galeano Segovia   | 5 de mayo | 15:30   |
| Benjamín Aceval     | 1 – 2     | Atlántida           | Isidro Roussillón Pascottini | 6 de mayo | 10:00   |

| Fecha 5             | Fecha 5   | Fecha 5             | Fecha 5               | Fecha 5   | Fecha 5 |
| Local               | Resultado | Visitante           | Estadio               | Día       | Hora    |
| ------------------- | --------- | ------------------- | --------------------- | --------- | ------- |
| 12 de Octubre SD    | 1 – 1     | 12 de Octubre FC    | Rafael Giménez        | 8 de mayo | 10:00   |
| 24 de Setiembre     | 3 – 1     | Olimpia (Itá)       | Proculo Cortázar      | 8 de mayo | 15:30   |
| Sportivo Limpeño    | 2 – 2     | Cristóbal Colón (Ñ) | Optaciano Gómez Rivas | 8 de mayo | 15:30   |
| Sport Colombia      | 2 – 3     | Deportivo Capiatá   | Alfonso Colman        | 8 de mayo | 15:30   |
| Cristóbal Colón JAS | 2 – 0     | Presidente Hayes    | Herminio Ricardo      | 8 de mayo | 15:30   |
| Silvio Pettirossi   | 0 – 1     | 3 de Febrero FBC    | Bernabé Pedrozo       | 8 de mayo | 15:30   |
| River Plate         | 0 – 1     | 3 de Noviembre      | Jardines del Kelito   | 8 de mayo | 15:30   |
| 29 de Setiembre     | 1 – 3     | Benjamín Aceval     | Salustiano Zaracho    | 9 de mayo | 10:00   |
| Atlántida           | 0 – 0     | General Díaz        | Juan B. Ruíz Díaz     | 9 de mayo | 10:00   |

| Fecha 6             | Fecha 6   | Fecha 6             | Fecha 6                      | Fecha 6    | Fecha 6 |
| Local               | Resultado | Visitante           | Estadio                      | Día        | Hora    |
| ------------------- | --------- | ------------------- | ---------------------------- | ---------- | ------- |
| 3 de Noviembre      | 3 – 0     | 12 de Octubre SD    | Dr. Rubén Ramírez            | 11 de mayo | 10:00   |
| Cristóbal Colón (Ñ) | 0 – 4     | Olimpia (Itá)       | Pablo Patricio Bogarin       | 11 de mayo | 10:00   |
| Presidente Hayes    | 1 – 1     | Sport Colombia      | Coronel Félix Cabrera        | 11 de mayo | 15:00   |
| River Plate         | 1 – 0     | 24 de Setiembre     | Jardines del Kelito          | 12 de mayo | 10:00   |
| 3 de Febrero FBC    | 3 – 0     | Atlántida           | 3 de Febrero                 | 12 de mayo | 10:00   |
| General Díaz        | 4 – 0     | 29 de Setiembre     | Agustín Báez                 | 12 de mayo | 10:00   |
| Deportivo Capiatá   | 2 – 1     | Sportivo Limpeño    | Lic. Erico Galeano Segovia   | 12 de mayo | 10:00   |
| Benjamín Aceval     | 0 – 0     | Cristóbal Colón JAS | Isidro Roussillón Pascottini | 12 de mayo | 18:30   |
| 12 de Octubre FC    | 1 – 1     | Silvio Pettirossi   | Luis Alberto Salinas Tanasio | 13 de mayo | 15:00   |

| Fecha 7             | Fecha 7   | Fecha 7             | Fecha 7                   | Fecha 7    | Fecha 7 |
| Local               | Resultado | Visitante           | Estadio                   | Día        | Hora    |
| ------------------- | --------- | ------------------- | ------------------------- | ---------- | ------- |
| Olimpia (Itá)       | 2 – 3     | Deportivo Capiatá   | Presbítero Manuel Gamarra | 17 de mayo | 14:30   |
| Atlántida           | 0 – 0     | 12 de Octubre FC    | Juan B. Ruiz Díaz         | 18 de mayo | 10:00   |
| Sport Colombia      | 2 – 0     | Benjamín Aceval     | Alfonso Colmán            | 18 de mayo | 15:00   |
| 12 de Octubre SD    | 3 – 4     | River Plate         | Agustín Báez              | 19 de mayo | 10:00   |
| 24 de Setiembre     | 2 – 0     | Cristóbal Colón (Ñ) | Próculo Cortázar          | 19 de mayo | 15:00   |
| Sportivo Limpeño    | 0 – 0     | Presidente Hayes    | Optaciano Gómez Rivas     | 19 de mayo | 15:00   |
| Cristóbal Colón JAS | 1 – 0     | General Díaz        | Herminio Ricardo          | 19 de mayo | 15:00   |
| 29 de Setiembre     | 1 – 0     | 3 de Febrero FBC    | Salustiano Zaracho        | 19 de mayo | 15:00   |
| Silvio Pettirossi   | 3 – 0     | 3 de Noviembre      | Bernabé Pedrozo           | 19 de mayo | 15:00   |

| Fecha 8           | Fecha 8   | Fecha 8             | Fecha 8                      | Fecha 8    | Fecha 8 |
| Local             | Resultado | Visitante           | Estadio                      | Día        | Hora    |
| ----------------- | --------- | ------------------- | ---------------------------- | ---------- | ------- |
| General Díaz      | 2 – 1     | Sport Colombia      | General Adrián Jara          | 24 de mayo | 15:00   |
| 12 de Octubre SD  | 1 – 1     | 24 de Setiembre     | Rafael Giménez               | 25 de mayo | 15:00   |
| 12 de Octubre FC  | 1 – 1     | 29 de Setiembre     | Luis Salinas Tanasio         | 25 de mayo | 15:00   |
| Presidente Hayes  | 0 – 1     | Olimpia (Itá)       | Coronel Félix Cabrera        | 25 de mayo | 15:00   |
| Benjamín Aceval   | 3 – 1     | Sportivo Limpeño    | Isidro Roussillón Pascottini | 25 de mayo | 16:00   |
| 3 de Noviembre    | 2 – 1     | Atlántida           | Dr. Rubén Ramírez            | 26 de mayo | 10:00   |
| 3 de Febrero FBC  | 2 – 1     | Cristóbal Colón JAS | 3 de Febrero                 | 26 de mayo | 15:00   |
| Deportivo Capiatá | 2 – 0     | Cristóbal Colón (Ñ) | Lic. Erico Galeano Segovia   | 26 de mayo | 15:00   |
| River Plate       | 3 – 3     | Silvio Pettirossi   | Jardines del Kelito          | 27 de mayo | 14:30   |

| Fecha 9             | Fecha 9   | Fecha 9           | Fecha 9                   | Fecha 9    | Fecha 9 |
| Local               | Resultado | Visitante         | Estadio                   | Día        | Hora    |
| ------------------- | --------- | ----------------- | ------------------------- | ---------- | ------- |
| Cristóbal Colón JAS | 0 – 1     | 12 de Octubre FC  | Herminio Ricardo          | 31 de mayo | 14:30   |
| Atlántida           | 0 – 0     | River Plate       | Juan B. Ruiz Díaz         | 31 de mayo | 15:00   |
| Cristóbal Colón (Ñ) | 1 – 0     | Presidente Hayes  | Pablo Patricio Bogarin    | 1 de junio | 15:00   |
| Olimpia (Itá)       | 1 – 0     | Benjamín Aceval   | Presbítero Manuel Gamarra | 1 de junio | 15:00   |
| Sportivo Limpeño    | 2 – 1     | General Díaz      | Optaciano Gómez Rivas     | 1 de junio | 15:00   |
| Sport Colombia      | 1 – 0     | 3 de Febrero FBC  | Alfonso Colmán            | 1 de junio | 15:00   |
| 24 de Setiembre     | 2 – 3     | Deportivo Capiatá | Próculo Cortázar          | 2 de junio | 15:00   |
| 29 de Setiembre     | 0 – 0     | 3 de Noviembre    | Salustiano Zaracho        | 2 de junio | 15:00   |
| Silvio Pettirossi   | 2 – 0     | 12 de Octubre SD  | Bernabé Pedrozo           | 2 de junio | 15:00   |

| Fecha 10          | Fecha 10  | Fecha 10            | Fecha 10                     | Fecha 10   | Fecha 10 |
| Local             | Resultado | Visitante           | Estadio                      | Día        | Hora     |
| ----------------- | --------- | ------------------- | ---------------------------- | ---------- | -------- |
| 12 de Octubre FC  | 2 – 0     | Sport Colombia      | Luis Salinas Tanasio         | 4 de junio | 18:00    |
| Silvio Pettirossi | 1 – 2     | 24 de Setiembre     | Bernabé Pedrozo              | 5 de junio | 15:00    |
| 12 de Octubre SD  | 1 – 1     | Atlántida           | Rafael Giménez               | 5 de junio | 15:00    |
| River Plate       | 3 – 0     | 29 de Setiembre     | Jardines del Kelito          | 5 de junio | 15:00    |
| 3 de Noviembre    | 1 – 2     | Cristóbal Colón JAS | Dr. Rubén Ramírez            | 5 de junio | 15:00    |
| 3 de Febrero FBC  | 1 – 0     | Sportivo Limpeño    | 3 de Febrero                 | 5 de junio | 15:00    |
| Presidente Hayes  | 0 – 1     | Deportivo Capiatá   | Coronel Félix Cabrera        | 5 de junio | 15:00    |
| Benjamín Aceval   | 2 – 1     | Cristóbal Colón (Ñ) | Isidro Roussillón Pascottini | 5 de junio | 15:30    |
| General Díaz      | 0 – 3     | Olimpia (Itá)       | General Adrián Jara          | 6 de junio | 10:00    |

| Fecha 11            | Fecha 11  | Fecha 11          | Fecha 11                   | Fecha 11    | Fecha 11 |
| Local               | Resultado | Visitante         | Estadio                    | Día         | Hora     |
| ------------------- | --------- | ----------------- | -------------------------- | ----------- | -------- |
| Sport Colombia      | 1 – 3     | 3 de Noviembre    | Alfonso Colmán             | 8 de junio  | 10:00    |
| Deportivo Capiatá   | 2 – 1     | Benjamín Aceval   | Lic. Erico Galeano Segovia | 8 de junio  | 17:00    |
| 24 de Setiembre     | 2 – 0     | Presidente Hayes  | Próculo Cortázar           | 9 de junio  | 15:00    |
| Cristóbal Colón (Ñ) | 1 – 2     | General Díaz      | Pablo Patricio Bogarín     | 9 de junio  | 15:00    |
| Olimpia (Itá)       | 1 – 1     | 3 de Febrero FBC  | Presbítero Manuel Gamarra  | 9 de junio  | 15:00    |
| Cristóbal Colón JAS | 3 – 0     | River Plate       | Herminio Ricardo           | 9 de junio  | 15:00    |
| 29 de Setiembre     | 1 – 0     | 12 de Octubre SD  | Salustiano Zaracho         | 9 de junio  | 15:00    |
| Atlántida           | 3 – 0     | Silvio Pettirossi | Juan B. Ruiz Díaz          | 9 de junio  | 15:00    |
| Sportivo Limpeño    | 2 – 3     | 12 de Octubre FC  | Ricardo Gregor             | 10 de junio | 14:30    |

| Fecha 12          | Fecha 12  | Fecha 12            | Fecha 12                     | Fecha 12    | Fecha 12 |
| Local             | Resultado | Visitante           | Estadio                      | Día         | Hora     |
| ----------------- | --------- | ------------------- | ---------------------------- | ----------- | -------- |
| River Plate       | 1 – 0     | Sport Colombia      | Jardines del Kelito          | 14 de junio | 14:30    |
| 3 de Noviembre    | 1 – 2     | Sportivo Limpeño    | Dr. Rubén Ramírez            | 15 de junio | 10:00    |
| General Díaz      | 1 – 4     | Deportivo Capiatá   | Jardines del Kelito          | 15 de junio | 15:00    |
| 12 de Octubre FC  | 1 – 1     | Olimpia (Itá)       | Luis Salinas Tanasio         | 15 de junio | 16:00    |
| 12 de Octubre SD  | 2 – 5     | Cristóbal Colón JAS | Rafael Giménez               | 19 de junio | 15:00    |
| Silvio Pettirossi | 3 – 2     | 29 de Setiembre     | Bernabé Pedrozo              | 19 de junio | 15:00    |
| 3 de Febrero FBC  | 5 – 0     | Cristóbal Colón (Ñ) | 3 de Febrero                 | 19 de junio | 15:00    |
| Atlántida         | 3 – 1     | 24 de Setiembre     | Juan B. Ruíz Díaz            | 19 de junio | 15:00    |
| Benjamín Aceval   | 2 – 1     | Presidente Hayes    | Isidro Roussillón Pascottini | 19 de junio | 15:30    |

| Fecha 13            | Fecha 13  | Fecha 13          | Fecha 13                   | Fecha 13    | Fecha 13 |
| Local               | Resultado | Visitante         | Estadio                    | Día         | Hora     |
| ------------------- | --------- | ----------------- | -------------------------- | ----------- | -------- |
| Presidente Hayes    | 0 – 0     | General Díaz      | Coronel Félix Cabrera      | 22 de junio | 15:00    |
| Olimpia (Itá)       | 1 – 1     | 3 de Noviembre    | Presbítero Manuel Gamarra  | 22 de junio | 15:00    |
| Sportivo Limpeño    | 0 – 0     | River Plate       | Optaciano Gómez Rivas      | 22 de junio | 15:00    |
| Sport Colombia      | 2 – 0     | 12 de Octubre SD  | Alfonso Colmán             | 22 de junio | 15:00    |
| Deportivo Capiatá   | 1 – 0     | 3 de Febrero FBC  | Lic. Erico Galeano Segovia | 22 de junio | 17:00    |
| 29 de Setiembre     | 1 – 2     | Atlántida         | Salustiano Zaracho         | 23 de junio | 10:00    |
| Cristóbal Colón (Ñ) | 2 – 3     | 12 de Octubre FC  | Pablo Patricio Bogarin     | 23 de junio | 15:00    |
| Cristóbal Colón JAS | 4 – 0     | Silvio Pettirossi | Herminio Ricardo           | 23 de junio | 15:00    |
| 24 de Setiembre     | 2 – 1     | Benjamín Aceval   | Próculo Cortázar           | 26 de junio | 9:30     |

| Fecha 14          | Fecha 14  | Fecha 14            | Fecha 14                   | Fecha 14    | Fecha 14 |
| Local             | Resultado | Visitante           | Estadio                    | Día         | Hora     |
| ----------------- | --------- | ------------------- | -------------------------- | ----------- | -------- |
| Atlántida         | 2 – 1     | Cristóbal Colón JAS | Lic. Erico Galeano Segovia | 28 de junio | 10:00    |
| 29 de Setiembre   | 1 – 4     | 24 de Setiembre     | Salustiano Zaracho         | 29 de junio | 10:00    |
| 12 de Octubre SD  | 1 – 2     | Sportivo Limpeño    | Rafael Giménez             | 29 de junio | 10:00    |
| River Plate       | 1 – 1     | Olimpia (Itá)       | Jardines del Kelito        | 29 de junio | 10:00    |
| 3 de Noviembre    | 3 – 0     | Cristóbal Colón (Ñ) | Dr. Rubén Ramírez          | 29 de junio | 10:00    |
| General Díaz      | 1 – 5     | Benjamín Aceval     | Emiliano Ghezzi            | 29 de junio | 14:30    |
| 3 de Febrero FBC  | 3 – 2     | Presidente Hayes    | 3 de Febrero               | 29 de junio | 15:00    |
| 12 de Octubre FC  | 1 – 1     | Deportivo Capiatá   | Luis Salinas Tanasio       | 29 de junio | 15:30    |
| Silvio Pettirossi | 0 – 1     | Sport Colombia      | Bernabé Pedrozo            | 30 de junio | 15:00    |

| Fecha 15            | Fecha 15  | Fecha 15          | Fecha 15                     | Fecha 15   | Fecha 15 |
| Local               | Resultado | Visitante         | Estadio                      | Día        | Hora     |
| ------------------- | --------- | ----------------- | ---------------------------- | ---------- | -------- |
| 24 de Setiembre     | 2 – 1     | General Díaz      | Próculo Cortázar             | 3 de julio | 15:00    |
| Benjamín Aceval     | 0 – 1     | 3 de Febrero FBC  | Isidro Roussillón Pascottini | 3 de julio | 15:00    |
| Presidente Hayes    | 0 – 1     | 12 de Octubre FC  | Coronel Félix Cabrera        | 3 de julio | 15:00    |
| Cristóbal Colón (Ñ) | 0 – 0     | River Plate       | Pablo Patricio Bogarin       | 3 de julio | 15:00    |
| Olimpia (Itá)       | 3 – 1     | 12 de Octubre SD  | Presbítero Manuel Gamarra    | 3 de julio | 15:00    |
| Sportivo Limpeño    | 0 – 5     | Silvio Pettirossi | Optaciano Gómez Rivas        | 3 de julio | 15:00    |
| Sport Colombia      | 1 – 1     | Atlántida         | Alfonso Colmán               | 3 de julio | 15:00    |
| Cristóbal Colón JAS | 4 – 2     | 29 de Setiembre   | Herminio Ricardo             | 3 de julio | 15:00    |
| Deportivo Capiatá   | 0 – 0     | 3 de Noviembre    | Lic. Erico Galeano Segovia   | 3 de julio | 18:00    |

| Fecha 16            | Fecha 16  | Fecha 16            | Fecha 16             | Fecha 16    | Fecha 16 |
| Local               | Resultado | Visitante           | Estadio              | Día         | Hora     |
| ------------------- | --------- | ------------------- | -------------------- | ----------- | -------- |
| 12 de Octubre SD    | 3 – 3     | Cristóbal Colón (Ñ) | Rafael Giménez       | 6 de julio  | 10:00    |
| River Plate         | 1 – 1     | Deportivo Capiatá   | Jardines del Kelito  | 6 de julio  | 15:00    |
| 12 de Octubre FC    | 1 – 3     | Benjamín Aceval     | Luis Salinas Tanasio | 7 de julio  | 9:00     |
| 3 de Noviembre      | 7 – 0     | Presidente Hayes    | Dr. Rubén Ramírez    | 7 de julio  | 10:00    |
| Silvio Pettirossi   | 0 – 1     | Olimpia (Itá)       | Bernabé Pedrozo      | 7 de julio  | 15:00    |
| 3 de Febrero FBC    | 3 – 2     | General Díaz        | Tomás Beggan Correa  | 8 de julio  | 10:00    |
| Cristóbal Colón JAS | 1 – 0     | 24 de Setiembre     | Herminio Ricardo     | 8 de julio  | 15:00    |
| 29 de Setiembre     | 2 – 2     | Sport Colombia      | Salustiano Zaracho   | 9 de julio  | 10:00    |
| Atlántida           | 2 – 0     | Sportivo Limpeño    | Juan B. Ruiz Díaz    | 10 de julio | 15:00    |

| Fecha 17            | Fecha 17  | Fecha 17            | Fecha 17                     | Fecha 17    | Fecha 17 |
| Local               | Resultado | Visitante           | Estadio                      | Día         | Hora     |
| ------------------- | --------- | ------------------- | ---------------------------- | ----------- | -------- |
| General Díaz        | 0 – 0     | 12 de Octubre FC    | Profesor Luciano Zacarías    | 12 de julio | 14:30    |
| Deportivo Capiatá   | 5 – 1     | 12 de Octubre SD    | Lic. Erico Galeano Segovia   | 12 de julio | 14:30    |
| Presidente Hayes    | 0 – 5     | River Plate         | Coronel Félix Cabrera        | 12 de julio | 15:00    |
| Sportivo Limpeño    | 1 – 2     | 29 de Setiembre     | Optaciano Gómez Rivas        | 13 de julio | 10:00    |
| Sport Colombia      | 0 – 2     | Cristóbal Colón JAS | Alfonso Colmán               | 13 de julio | 15:00    |
| Cristóbal Colón (Ñ) | 2 – 4     | Silvio Pettirossi   | Pablo Patricio Bogarín       | 13 de julio | 15:00    |
| Benjamín Aceval     | 2 – 0     | 3 de Noviembre      | Isidro Roussillón Pascottini | 13 de julio | 15:00    |
| 24 de Setiembre     | 0 – 0     | 3 de Febrero FBC    | Próculo Cortázar             | 14 de julio | 15:00    |
| Olimpia (Itá)       | 1 – 1     | Atlántida           | Presbítero Manuel Gamarra    | 14 de julio | 15:00    |

### Segunda vuelta
| Fecha 18            | Fecha 18  | Fecha 18            | Fecha 18                     | Fecha 18    | Fecha 18 |
| Local               | Resultado | Visitante           | Estadio                      | Día         | Hora     |
| ------------------- | --------- | ------------------- | ---------------------------- | ----------- | -------- |
| Sport Colombia      | 0 – 3     | 24 de Setiembre     | Alfonso Colmán               | 20 de julio | 15:00    |
| Deportivo Capiatá   | 4 – 2     | Silvio Pettirossi   | Lic. Erico Galeano Segovia   | 21 de julio | 10:00    |
| General Díaz        | 0 – 1     | 3 de Noviembre      | General Adrián Jara          | 21 de julio | 10:00    |
| Sportivo Limpeño    | 1 – 1     | Cristóbal Colón JAS | Optaciano Gómez Rivas        | 21 de julio | 15:00    |
| Olimpia (Itá)       | 3 – 0     | 29 de Setiembre     | Presbítero Manuel Gamarra    | 21 de julio | 15:00    |
| Cristóbal Colón (Ñ) | 1 – 0     | Atlántida           | Pablo Patricio Bogarín       | 21 de julio | 15:00    |
| Presidente Hayes    | 1 – 0     | 12 de Octubre SD    | Coronel Félix Cabrera        | 21 de julio | 15:00    |
| Benjamín Aceval     | 1 – 1     | River Plate         | Isidro Roussillón Pascottini | 21 de julio | 15:00    |
| 3 de Febrero FBC    | 0 – 3     | 12 de Octubre FC    | Jardines del Kelito          | 22 de julio | 14:30    |

| Fecha 19            | Fecha 19  | Fecha 19            | Fecha 19                  | Fecha 19    | Fecha 19 |
| Local               | Resultado | Visitante           | Estadio                   | Día         | Hora     |
| ------------------- | --------- | ------------------- | ------------------------- | ----------- | -------- |
| Sport Colombia      | 1 – 0     | Sportivo Limpeño    | Alfonso Colmán            | 27 de julio | 10:00    |
| 3 de Noviembre      | 6 – 2     | 3 de Febrero FBC    | Profesor Luciano Zacarías | 27 de julio | 10:00    |
| 24 de Setiembre     | 2 – 0     | 12 de Octubre FC    | Próculo Cortázar          | 28 de julio | 15:00    |
| 12 de Octubre SD    | 2 – 0     | Benjamín Aceval     | Rafael Giménez            | 28 de julio | 15:00    |
| Silvio Pettirossi   | 0 – 2     | Presidente Hayes    | Bernabé Pedrozo           | 28 de julio | 15:00    |
| Atlántida           | 0 – 3     | Deportivo Capiatá   | Juan B. Ruíz Díaz         | 28 de julio | 15:00    |
| 29 de Setiembre     | 2 – 2     | Cristóbal Colón (Ñ) | Salustiano Zaracho        | 28 de julio | 15:00    |
| Cristóbal Colón JAS | 1 – 2     | Olimpia (Itá)       | Herminio Ricardo          | 28 de julio | 15:00    |
| River Plate         | 4 – 0     | General Díaz        | Jardines del Kelito       | 29 de julio | 14:30    |

| Fecha 20            | Fecha 20  | Fecha 20            | Fecha 20                     | Fecha 20    | Fecha 20 |
| Local               | Resultado | Visitante           | Estadio                      | Día         | Hora     |
| ------------------- | --------- | ------------------- | ---------------------------- | ----------- | -------- |
| Olimpia (Itá)       | 0 – 0     | Sport Colombia      | Presbítero Manuel Gamarra    | 2 de agosto | 14:30    |
| 12 de Octubre FC    | 2 – 0     | 3 de Noviembre      | Ricardo Gregor               | 2 de agosto | 15:00    |
| General Díaz        | 0 – 0     | 12 de Octubre SD    | Salustiano Zaracho           | 3 de agosto | 10:00    |
| Sportivo Limpeño    | 1 – 3     | 24 de Setiembre     | Optaciano Gómez Rivas        | 3 de agosto | 15:00    |
| 3 de Febrero FBC    | 0 – 0     | River Plate         | 3 de Febrero                 | 3 de agosto | 15:00    |
| Deportivo Capiatá   | 1 – 0     | 29 de Setiembre     | Lic. Erico Galeano Segovia   | 4 de agosto | 10:00    |
| Cristóbal Colón (Ñ) | 1 – 4     | Cristóbal Colón JAS | Pablo Patricio Bogarín       | 4 de agosto | 15:00    |
| Presidente Hayes    | 1 – 4     | Atlántida           | Coronel Félix Cabrera        | 4 de agosto | 15:00    |
| Benjamín Aceval     | 2 – 1     | Silvio Pettirossi   | Isidro Roussillón Pascottini | 4 de agosto | 15:00    |

| Fecha 21            | Fecha 21  | Fecha 21            | Fecha 21              | Fecha 21     | Fecha 21 |
| Local               | Resultado | Visitante           | Estadio               | Día          | Hora     |
| ------------------- | --------- | ------------------- | --------------------- | ------------ | -------- |
| River Plate         | 0 – 0     | 12 de Octubre FC    | Jardines del Kelito   | 10 de agosto | 10:00    |
| 12 de Octubre SD    | 3 – 1     | 3 de Febrero FBC    | Rafael Giménez        | 10 de agosto | 10:00    |
| Sport Colombia      | 1 – 1     | Cristóbal Colón (Ñ) | Alfonso Colmán        | 10 de agosto | 10:00    |
| Sportivo Limpeño    | 0 – 1     | Olimpia (Itá)       | Optaciano Gómez Rivas | 10 de agosto | 10:00    |
| 24 de Setiembre     | 1 – 1     | 3 de Noviembre      | Próculo Cortázar      | 10 de agosto | 15:00    |
| Atlántida           | 1 – 0     | Benjamín Aceval     | Ricardo Gregor        | 10 de agosto | 15:00    |
| Silvio Pettirossi   | 2 – 0     | General Díaz        | Bernabé Pedrozo       | 11 de agosto | 15:00    |
| 29 de Setiembre     | 2 – 0     | Presidente Hayes    | Salustiano Zaracho    | 11 de agosto | 15:00    |
| Cristóbal Colón JAS | 2 – 0     | Deportivo Capiatá   | Herminio Ricardo      | 12 de agosto | 14:30    |

| Fecha 22            | Fecha 22  | Fecha 22            | Fecha 22                    | Fecha 22     | Fecha 22 |
| Local               | Resultado | Visitante           | Estadio                     | Día          | Hora     |
| ------------------- | --------- | ------------------- | --------------------------- | ------------ | -------- |
| 12 de Octubre FC    | 3 – 2     | 12 de Octubre SD    | Luis Salinas Tanasio        | 14 de agosto | 10:00    |
| Olimpia (Itá)       | 1 – 1     | 24 de Setiembre     | Presbítero Manuel Gamarra   | 14 de agosto | 15:00    |
| Cristóbal Colón (Ñ) | 2 – 5     | Sportivo Limpeño    | Pablo Patricio Bogarín      | 14 de agosto | 15:00    |
| 3 de Febrero FBC    | 2 – 2     | Silvio Pettirossi   | 3 de Febrero                | 14 de agosto | 15:00    |
| 3 de Noviembre      | 0 – 1     | River Plate         | Dr. Rubén Ramírez           | 14 de agosto | 15:00    |
| Benjamín Aceval     | 4 – 0     | 29 de Setiembre     | Isidro Rousillón Pascottini | 14 de agosto | 15:00    |
| General Díaz        | 0 – 2     | Atlántida           | General Adrián Jara         | 15 de agosto | 10:00    |
| Deportivo Capiatá   | 1 – 1     | Sport Colombia      | Lic. Erico Galeano Segovia  | 15 de agosto | 15:00    |
| Presidente Hayes    | 2 – 0     | Cristóbal Colón JAS | Coronel Félix Cabrera       | 15 de agosto | 15:00    |

| Fecha 23            | Fecha 23  | Fecha 23            | Fecha 23                  | Fecha 23     | Fecha 23 |
| Local               | Resultado | Visitante           | Estadio                   | Día          | Hora     |
| ------------------- | --------- | ------------------- | ------------------------- | ------------ | -------- |
| 12 de Octubre SD    | 1 – 0     | 3 de Noviembre      | Rafael Giménez            | 17 de agosto | 15:00    |
| Atlántida           | 1 – 0     | 3 de Febrero FBC    | Ricardo Gregor            | 18 de agosto | 10:00    |
| Sport Colombia      | 0 – 1     | Presidente Hayes    | Alfonso Colmán            | 18 de agosto | 10:00    |
| 24 de Setiembre     | 3 – 3     | River Plate         | Proculo Cortázar          | 18 de agosto | 15:00    |
| 29 de Setiembre     | 2 – 0     | General Díaz        | Salustiano Zaracho        | 18 de agosto | 15:00    |
| Cristóbal Colón JAS | 1 – 1     | Benjamín Aceval     | Herminio Ricardo          | 18 de agosto | 15:00    |
| Sportivo Limpeño    | 1 – 2     | Deportivo Capiatá   | Pioneros de Corumba Cué   | 18 de agosto | 15:00    |
| Olimpia (Itá)       | 5 – 1     | Cristóbal Colón (Ñ) | Presbítero Manuel Gamarra | 18 de agosto | 15:00    |
| Silvio Pettirossi   | 0 – 0     | 12 de Octubre FC    | Jardines del Kelito       | 19 de agosto | 14:00    |

| Fecha 24            | Fecha 24  | Fecha 24            | Fecha 24                     | Fecha 24     | Fecha 24 |
| Local               | Resultado | Visitante           | Estadio                      | Día          | Hora     |
| ------------------- | --------- | ------------------- | ---------------------------- | ------------ | -------- |
| Deportivo Capiatá   | 1 – 0     | Olimpia (Itá)       | Lic. Erico Galeano Segovia   | 23 de agosto | 14:00    |
| River Plate         | 3 – 0     | 12 de Octubre SD    | Jardines del Kelito          | 24 de agosto | 10:00    |
| 3 de Noviembre      | 1 – 2     | Silvio Pettirossi   | Dr. Rubén Ramírez            | 24 de agosto | 10:00    |
| Cristóbal Colón (Ñ) | 0 – 2     | 24 de Setiembre     | Pablo Patricio Bogarín       | 24 de agosto | 15:00    |
| Presidente Hayes    | 2 – 1     | Sportivo Limpeño    | Coronel Félix Cabrera        | 24 de agosto | 15:00    |
| 3 de Febrero FBC    | 4 – 2     | 29 de Setiembre     | 3 de Febrero                 | 24 de agosto | 15:00    |
| 12 de Octubre FC    | 1 – 0     | Atlántida           | Luis Salinas Tanasio         | 24 de agosto | 15:00    |
| Benjamín Aceval     | 3 – 0     | Sport Colombia      | Isidro Roussillón Pascottini | 25 de agosto | 15:00    |
| General Díaz        | 0 – 1     | Cristóbal Colón JAS | General Adrián Jara          | 25 de agosto | 15:00    |

| Fecha 25            | Fecha 25  | Fecha 25          | Fecha 25                  | Fecha 25        | Fecha 25 |
| Local               | Resultado | Visitante         | Estadio                   | Día             | Hora     |
| ------------------- | --------- | ----------------- | ------------------------- | --------------- | -------- |
| 29 de Setiembre     | 0 – 1     | 12 de Octubre FC  | Jardines del Kelito       | 30 de agosto    | 14:30    |
| Cristóbal Colón JAS | 0 – 1     | 3 de Febrero FBC  | Herminio Ricardo          | 31 de agosto    | 15:00    |
| Sportivo Limpeño    | 1 – 1     | Benjamín Aceval   | Optaciano Gómez Rivas     | 31 de agosto    | 15:00    |
| 24 de Setiembre     | 0 – 0     | 12 de Octubre SD  | Próculo Cortázar          | 1 de septiembre | 8:30     |
| Silvio Pettirossi   | 0 – 1     | River Plate       | Bernabé Pedrozo           | 1 de septiembre | 15:00    |
| Sport Colombia      | 2 – 1     | General Díaz      | Alfonso Colmán            | 1 de septiembre | 15:00    |
| Olimpia (Itá)       | 3 – 1     | Presidente Hayes  | Presbítero Manuel Gamarra | 1 de septiembre | 15:00    |
| Cristóbal Colón (Ñ) | 2 – 5     | Deportivo Capiatá | Pablo Patricio Bogarín    | 1 de septiembre | 15:00    |
| Atlántida           | 2 – 0     | 3 de Noviembre    | Ricardo Gregor            | 2 de septiembre | 14:30    |

| Fecha 26          | Fecha 26  | Fecha 26            | Fecha 26                     | Fecha 26        | Fecha 26 |
| Local             | Resultado | Visitante           | Estadio                      | Día             | Hora     |
| ----------------- | --------- | ------------------- | ---------------------------- | --------------- | -------- |
| General Díaz      | 3 – 1     | Sportivo Limpeño    | General Adrián Jara          | 4 de septiembre | 15:00    |
| Benjamín Aceval   | 6 – 1     | Olimpia (Itá)       | Isidro Roussillón Pascottini | 4 de septiembre | 17:00    |
| River Plate       | 1 – 0     | Atlántida           | Jardines del Kelito          | 6 de septiembre | 10:00    |
| Presidente Hayes  | 2 – 2     | Cristóbal Colón (Ñ) | Coronel Félix Cabrera        | 7 de septiembre | 15:00    |
| 3 de Febrero FBC  | 1 – 1     | Sport Colombia      | 3 de Febrero                 | 7 de septiembre | 15:00    |
| 12 de Octubre FC  | 1 – 2     | Cristóbal Colón JAS | Luis Salinas Tanasio         | 7 de septiembre | 15:00    |
| 3 de Noviembre    | 5 – 1     | 29 de Setiembre     | Dr. Rubén Ramírez            | 7 de septiembre | 15:00    |
| 12 de Octubre SD  | 2 – 3     | Silvio Pettirossi   | Rafael Giménez               | 7 de septiembre | 15:00    |
| Deportivo Capiatá | 3 – 1     | 24 de Setiembre     | Lic. Erico Galeano Segovia   | 7 de septiembre | 17:00    |

| Fecha 27            | Fecha 27  | Fecha 27          | Fecha 27                   | Fecha 27         | Fecha 27 |
| Local               | Resultado | Visitante         | Estadio                    | Día              | Hora     |
| ------------------- | --------- | ----------------- | -------------------------- | ---------------- | -------- |
| 29 de Setiembre     | 1 – 1     | River Plate       | Salustiano Zaracho         | 11 de septiembre | 10:00    |
| 24 de Setiembre     | 0 – 0     | Silvio Pettirossi | Próculo Cortázar           | 11 de septiembre | 15:00    |
| Atlántida           | 0 – 4     | 12 de Octubre SD  | Ricardo Gregor             | 11 de septiembre | 15:00    |
| Cristóbal Colón JAS | 2 – 0     | 3 de Noviembre    | Herminio Ricardo           | 11 de septiembre | 15:00    |
| Sport Colombia      | 1 – 2     | 12 de Octubre FC  | Alfonso Colmán             | 11 de septiembre | 15:00    |
| Sportivo Limpeño    | 1 – 2     | 3 de Febrero FBC  | Optaciano Gómez Rivas      | 11 de septiembre | 15:00    |
| Olimpia (Itá)       | 1 – 1     | General Díaz      | Presbítero Manuel Gamarra  | 11 de septiembre | 15:00    |
| Cristóbal Colón (Ñ) | 0 – 0     | Benjamín Aceval   | Pablo Patricio Bogarín     | 11 de septiembre | 15:00    |
| Deportivo Capiatá   | 1 – 0     | Presidente Hayes  | Lic. Erico Galeano Segovia | 11 de septiembre | 17:00    |

| Fecha 28          | Fecha 28  | Fecha 28            | Fecha 28                     | Fecha 28         | Fecha 28 |
| Local             | Resultado | Visitante           | Estadio                      | Día              | Hora     |
| ----------------- | --------- | ------------------- | ---------------------------- | ---------------- | -------- |
| 3 de Febrero FBC  | 0 – 0     | Olimpia (Itá)       | 3 de Febrero                 | 14 de septiembre | 15:00    |
| Presidente Hayes  | 1 – 1     | 24 de Setiembre     | Coronel Félix Cabrera        | 14 de septiembre | 15:00    |
| General Díaz      | 2 – 1     | Cristóbal Colón (Ñ) | General Adrián Jara          | 14 de septiembre | 15:00    |
| 12 de Octubre FC  | 1 – 1     | Sportivo Limpeño    | Luis Salinas Tanasio         | 14 de septiembre | 15:00    |
| 3 de Noviembre    | 0 – 1     | Sport Colombia      | Dr. Rubén Ramírez            | 15 de septiembre | 10:00    |
| 12 de Octubre SD  | 2 – 2     | 29 de Setiembre     | Rafael Giménez               | 15 de septiembre | 10:00    |
| Benjamín Aceval   | 2 – 1     | Deportivo Capiatá   | Isidro Roussillón Pascottini | 15 de septiembre | 15:00    |
| Silvio Pettirossi | 0 – 1     | Atlántida           | Bernabé Pedrozo              | 15 de septiembre | 15:00    |
| River Plate       | 1 – 0     | Cristóbal Colón JAS | Jardines del Kelito          | 16 de septiembre | 14:30    |

| Fecha 29            | Fecha 29  | Fecha 29          | Fecha 29                     | Fecha 29         | Fecha 29 |
| Local               | Resultado | Visitante         | Estadio                      | Día              | Hora     |
| ------------------- | --------- | ----------------- | ---------------------------- | ---------------- | -------- |
| 24 de Setiembre     | 0 – 1     | Atlántida         | Próculo Cortázar             | 20 de septiembre | 10:00    |
| 29 de Setiembre     | 3 – 2     | Silvio Pettirossi | Salustiano Zaracho           | 21 de septiembre | 10:00    |
| Cristóbal Colón JAS | 4 – 2     | 12 de Octubre SD  | Herminio Ricardo             | 21 de septiembre | 15:00    |
| Presidente Hayes    | 0 – 3     | Benjamín Aceval   | Coronel Félix Cabrera        | 21 de septiembre | 15:00    |
| Deportivo Capiatá   | 2 – 0     | General Díaz      | Lic. Erico Galeano Segovia   | 21 de septiembre | 17:00    |
| Sport Colombia      | 0 – 1     | River Plate       | Alfonso Colmán               | 22 de septiembre | 15:00    |
| Sportivo Limpeño    | 1 – 0     | 3 de Noviembre    | Isidro Roussillón Pascottini | 22 de septiembre | 15:00    |
| Olimpia (Itá)       | 1 – 2     | 12 de Octubre FC  | Presbítero Manuel Gamarra    | 22 de septiembre | 15:00    |
| Cristóbal Colón (Ñ) | 0 – 2     | 3 de Febrero FBC  | Pablo Patricio Bogarín       | 22 de septiembre | 15:00    |

| Fecha 30          | Fecha 30  | Fecha 30            | Fecha 30                     | Fecha 30         | Fecha 30 |
| Local             | Resultado | Visitante           | Estadio                      | Día              | Hora     |
| ----------------- | --------- | ------------------- | ---------------------------- | ---------------- | -------- |
| General Díaz      | 1 – 3     | Presidente Hayes    | Salustiano Zaracho           | 27 de septiembre | 15:00    |
| Atlántida         | 2 – 0     | 29 de Setiembre     | Ricardo Gregor               | 27 de septiembre | 15:00    |
| 12 de Octubre FC  | 3 – 1     | Cristóbal Colón (Ñ) | Luis Salinas Tanasio         | 27 de septiembre | 18:00    |
| River Plate       | 3 – 0     | Sportivo Limpeño    | Jardines del Kelito          | 28 de septiembre | 10:00    |
| 3 de Febrero FBC  | 0 – 0     | Deportivo Capiatá   | 3 de Febrero                 | 28 de septiembre | 15:00    |
| 3 de Noviembre    | 1 – 1     | Olimpia (Itá)       | Dr. Rubén Ramírez            | 28 de septiembre | 15:00    |
| 12 de Octubre SD  | 3 – 1     | Sport Colombia      | Rafael Giménez               | 29 de septiembre | 15:00    |
| Silvio Pettirossi | 0 – 2     | Cristóbal Colón JAS | Bernabé Pedrozo              | 29 de septiembre | 15:00    |
| Benjamín Aceval   | 4 – 4     | 24 de Setiembre     | Isidro Roussillón Pascottini | 30 de septiembre | 17:00    |

| Fecha 31            | Fecha 31  | Fecha 31          | Fecha 31                     | Fecha 31     | Fecha 31 |
| Local               | Resultado | Visitante         | Estadio                      | Día          | Hora     |
| ------------------- | --------- | ----------------- | ---------------------------- | ------------ | -------- |
| Cristóbal Colón JAS | 1 – 2     | Atlántida         | Herminio Ricardo             | 4 de octubre | 10:00    |
| Sportivo Limpeño    | 0 – 0     | 12 de Octubre SD  | Optaciano Gómez Rivas        | 4 de octubre | 15:00    |
| Sport Colombia      | 1 – 0     | Silvio Pettirossi | Alfonso Colmán               | 5 de octubre | 8:00     |
| Olimpia (Itá)       | 0 – 1     | River Plate       | Presbítero Manuel Gamarra    | 5 de octubre | 15:00    |
| Cristóbal Colón (Ñ) | 0 – 0     | 3 de Noviembre    | Pablo Patricio Bogarín       | 5 de octubre | 15:00    |
| Presidente Hayes    | 2 – 2     | 3 de Febrero FBC  | Coronel Félix Cabrera        | 5 de octubre | 15:00    |
| Deportivo Capiatá   | 1 – 1     | 12 de Octubre FC  | Lic. Erico Galeano Segovia   | 5 de octubre | 17:00    |
| Benjamín Aceval     | 2 – 0     | General Díaz      | Isidro Roussillón Pascottini | 5 de octubre | 17:00    |
| 24 de Setiembre     | 6 – 0     | 29 de Setiembre   | Próculo Cortázar             | 6 de octubre | 16:00    |

| Fecha 32          | Fecha 32  | Fecha 32              | Fecha 32                  | Fecha 32     | Fecha 32 |
| Local             | Resultado | Visitante             | Estadio                   | Día          | Hora     |
| ----------------- | --------- | --------------------- | ------------------------- | ------------ | -------- |
| General Díaz      | 2 – 3     | 24 de Setiembre       | Profesor Luciano Zacarías | 9 de octubre | 15:30    |
| 3 de Febrero FBC  | 1 – 5     | Benjamín Aceval       | 3 de Febrero              | 9 de octubre | 16:00    |
| 12 de Octubre FC  | 2 – 2     | Presidente Hayes      | Luis Salinas Tanasio      | 9 de octubre | 16:00    |
| 3 de Noviembre    | 2 – 3     | Deportivo Capiatá (C) | Dr. Rubén Ramírez         | 9 de octubre | 16:00    |
| River Plate       | 5 – 1     | Cristóbal Colón (Ñ)   | Jardines del Kelito       | 9 de octubre | 16:00    |
| 12 de Octubre SD  | 3 – 0     | Olimpia (Itá)         | Emiliano Ghezzi           | 9 de octubre | 16:00    |
| Silvio Pettirossi | 0 – 1     | Sportivo Limpeño      | Bernabé Pedrozo           | 9 de octubre | 16:00    |
| Atlántida         | 1 – 0     | Sport Colombia        | Ricardo Gregor            | 9 de octubre | 16:00    |
| 29 de Setiembre   | 2 – 2     | Cristóbal Colón JAS   | Salustiano Zaracho        | 9 de octubre | 16:00    |

| Fecha 33            | Fecha 33  | Fecha 33            | Fecha 33                     | Fecha 33      | Fecha 33 |
| Local               | Resultado | Visitante           | Estadio                      | Día           | Hora     |
| ------------------- | --------- | ------------------- | ---------------------------- | ------------- | -------- |
| Presidente Hayes    | 1 – 4     | 3 de Noviembre      | Coronel Félix Cabrera        | 12 de octubre | 16:00    |
| General Díaz        | 2 – 1     | 3 de Febrero FBC    | Emiliano Ghezzi              | 12 de octubre | 16:00    |
| 24 de Setiembre     | 5 – 4     | Cristóbal Colón JAS | Próculo Cortázar             | 12 de octubre | 16:00    |
| Benjamín Aceval     | 1 – 0     | 12 de Octubre FC    | Isidro Roussillón Pascottini | 12 de octubre | 17:00    |
| Olimpia (Itá)       | 1 – 1     | Silvio Pettirossi   | Presbítero Manuel Gamarra    | 13 de octubre | 16:00    |
| Sport Colombia      | 2 – 2     | 29 de Setiembre     | Alfonso Colmán               | 17 de octubre | 15:45    |
| Sportivo Limpeño    | 2 – 0     | Atlántida           | Optaciano Gómez Rivas        | 17 de octubre | 15:45    |
| Cristóbal Colón (Ñ) | 5 – 3     | 12 de Octubre SD    | Pablo Patricio Bogarín       | 17 de octubre | 15:45    |
| Deportivo Capiatá   | 3 – 3     | River Plate         | Lic. Erico Galeano Segovia   | 17 de octubre | 15:45    |

| Fecha 34            | Fecha 34  | Fecha 34            | Fecha 34              | Fecha 34      | Fecha 34 |
| Local               | Resultado | Visitante           | Estadio               | Día           | Hora     |
| ------------------- | --------- | ------------------- | --------------------- | ------------- | -------- |
| 12 de Octubre FC    | 2 – 2     | General Díaz        | Luis Salinas Tanasio  | 18 de octubre | 15:00    |
| 3 de Febrero FBC    | 1 – 1     | 24 de Setiembre     | Coronel Félix Cabrera | 18 de octubre | 15:30    |
| 3 de Noviembre      | 2 – 0     | Benjamín Aceval     | Dr. Rubén Ramírez     | 19 de octubre | 16:00    |
| River Plate         | 0 – 0     | Presidente Hayes    | Jardines del Kelito   | 20 de octubre | 10:00    |
| 12 de Octubre SD    | 0 – 0     | Deportivo Capiatá   | La Arboleda           | 20 de octubre | 10:00    |
| Atlántida           | 3 – 1     | Olimpia (Itá)       | Ricardo Gregor        | 20 de octubre | 10:00    |
| 29 de Setiembre     | 1 – 1     | Sportivo Limpeño    | Salustiano Zaracho    | 20 de octubre | 10:00    |
| Silvio Pettirossi   | 2 – 0     | Cristóbal Colón (Ñ) | Bernabé Pedrozo       | 20 de octubre | 15:30    |
| Cristóbal Colón JAS | 1 – 4     | Sport Colombia      | Herminio Ricardo      | 20 de octubre | 16:00    |

### Resultados
| Local \ Visitante   | CAP | GDZ | 24S | CCJ | HAY | OLI | 29S | CCÑ | CSP | LIM | 12OSD | RIV | ATL | 3NO | 3FR | DBJ | 12O | CSC |
| ------------------- | --- | --- | --- | --- | --- | --- | --- | --- | --- | --- | ----- | --- | --- | --- | --- | --- | --- | --- |
| Deportivo Capiatá   |     | 2–0 | 3–1 | 4–1 | 1–0 | 1–0 | 1–0 | 2–0 | 4–2 | 2–1 | 5–1   | 3–3 | 0–0 | 0–0 | 1–0 | 2–1 | 1–1 | 1–1 |
| General Díaz        | 1–4 |     | 2–3 | 0–1 | 1–3 | 0–3 | 4–0 | 2–1 | 2–2 | 3–1 | 0–0   | 0–2 | 0–2 | 0–1 | 2–1 | 1–5 | 0–0 | 2–1 |
| 24 de Setiembre     | 2–3 | 2–1 |     | 5–4 | 2–0 | 3–1 | 6–0 | 2–0 | 0–0 | 0–3 | 0–0   | 3–3 | 0–1 | 1–1 | 0–0 | 2–1 | 2–0 | 2–0 |
| Cristóbal Colón JAS | 2–0 | 1–0 | 1–0 |     | 2–0 | 1–2 | 4–2 | 4–1 | 4–0 | 1–1 | 4–2   | 3–0 | 1–2 | 2–0 | 0–1 | 1–1 | 0–1 | 1–4 |
| Presidente Hayes    | 0–1 | 0–0 | 1–1 | 2–0 |     | 0–1 | 4–2 | 2–2 | 2–2 | 2–1 | 1–0   | 0–5 | 1–4 | 1–4 | 2–2 | 0–3 | 0–1 | 1–1 |
| Olimpia (Itá)       | 2–3 | 1–1 | 1–1 | 2–2 | 3–1 |     | 3–0 | 5–1 | 1–1 | 1–1 | 3–1   | 0–1 | 1–1 | 1–1 | 1–1 | 1–0 | 1–2 | 0–0 |
| 29 de Setiembre     | 1–0 | 2–0 | 1–4 | 2–2 | 2–0 | 0–1 |     | 2–2 | 3–2 | 1–1 | 1–0   | 1–1 | 1–2 | 0–0 | 1–0 | 1–3 | 0–1 | 2–2 |
| Cristóbal Colón (Ñ) | 2–5 | 1–2 | 0–2 | 1–4 | 1–0 | 0–4 | 2–1 |     | 2–4 | 2–5 | 5–3   | 0–0 | 1–0 | 0–0 | 0–2 | 0–0 | 2–3 | 1–5 |
| Silvio Pettirossi   | 0–1 | 2–0 | 1–2 | 0–2 | 0–2 | 0–1 | 3–2 | 2–0 |     | 0–1 | 2–0   | 0–1 | 0–1 | 3–0 | 0–1 | 0–1 | 0–0 | 0–1 |
| Sportivo Limpeño    | 1–2 | 2–1 | 1–3 | 1–1 | 0–0 | 0–1 | 1–2 | 2–2 | 0–5 |     | 0–0   | 0–0 | 2–0 | 1–0 | 1–2 | 1–1 | 2–3 | 1–2 |
| 12 de Octubre SD    | 0–0 | 0–1 | 1–1 | 2–5 | 1–1 | 3–0 | 2–2 | 3–3 | 2–3 | 1–2 |       | 3–4 | 1–1 | 1–0 | 3–1 | 2–0 | 1–1 | 3–1 |
| River Plate         | 1–1 | 4–0 | 1–0 | 1–0 | 0–0 | 1–1 | 3–0 | 5–1 | 3–3 | 3–0 | 3–0   |     | 1–0 | 0–1 | 1–0 | 3–3 | 0–0 | 1–0 |
| Atlántida           | 0–3 | 0–0 | 3–1 | 2–1 | 2–0 | 3–1 | 2–0 | 1–0 | 3–0 | 2–0 | 0–4   | 0–0 |     | 2–0 | 1–0 | 1–0 | 0–0 | 1–0 |
| 3 de Noviembre      | 2–3 | 0–0 | 1–1 | 1–2 | 7–0 | 1–1 | 5–1 | 3–0 | 1–2 | 1–2 | 3–0   | 0–1 | 2–1 |     | 6–2 | 2–0 | 2–0 | 0–1 |
| 3 de Febrero FBC    | 0–0 | 3–2 | 1–1 | 2–1 | 3–2 | 0–0 | 4–2 | 5–0 | 2–2 | 1–0 | 2–0   | 0–0 | 3–0 | 3–2 |     | 1–5 | 0–3 | 1–1 |
| Benjamín Aceval     | 2–1 | 2–0 | 4–4 | 0–0 | 2–1 | 6–1 | 4–0 | 2–1 | 2–1 | 3–1 | 1–1   | 1–1 | 1–2 | 2–0 | 0–1 |     | 1–0 | 3–0 |
| 12 de Octubre FC    | 1–1 | 2–2 | 1–0 | 1–2 | 2–2 | 1–1 | 1–1 | 3–1 | 1–1 | 1–1 | 3–2   | 2–3 | 1–0 | 2–0 | 2–1 | 1–3 |     | 2–0 |
| Sport Colombia      | 2–3 | 2–1 | 0–3 | 0–2 | 0–1 | 3–1 | 2–2 | 1–1 | 1–0 | 1–0 | 2–0   | 0–1 | 1–1 | 1–3 | 1–0 | 2–0 | 1–2 |     |

## Campeón
|                               |
| Deportivo Capiatá 1.er título |

## Puntaje promedio
El promedio de puntos de un club es el cociente que se obtiene de la división de su puntaje acumulado en las últimas tres temporadas en la división, por la cantidad de partidos que haya jugado durante dicho período. Este determina, al final de cada temporada, a los equipos que descenderán a la Primera División C.
| Pos. | Equipo              | Prom. | Pts. | PJ | '22 | '23 | '24 |
| ---- | ------------------- | ----- | ---- | -- | --- | --- | --- |
| 1º   | River Plate         | 1.924 | 127  | 66 | -   | 60  | 67  |
| 2º   | Benjamín Aceval     | 1.818 | 120  | 66 | -   | 59  | 61  |
| 3º   | Deportivo Capiatá   | 1.776 | 174  | 98 | 54  | 45  | 75  |
| 4º   | 12 de Octubre FC    | 1.706 | 58   | 34 | -   | -   | 58  |
| 5º   | Atlántida           | 1.684 | 165  | 98 | 61  | 40  | 64  |
| 6º   | 24 de Setiembre     | 1.647 | 56   | 34 | -   | -   | 56  |
| 7º   | Cristóbal Colón JAS | 1.622 | 159  | 98 | 35  | 67  | 57  |
| 8º   | 3 de Noviembre      | 1.520 | 149  | 98 | 58  | 47  | 44  |
| 9º   | General Díaz        | 1.378 | 135  | 98 | 53  | 50  | 32  |
| 10º  | Olimpia (Itá)       | 1.296 | 127  | 98 | 36  | 42  | 49  |
| 11º  | Sport Colombia      | 1.294 | 44   | 34 | -   | -   | 44  |
| 12º  | Silvio Pettirossi   | 1.245 | 122  | 98 | 39  | 48  | 35  |
| 13º  | 3 de Febrero FBC    | 1.163 | 114  | 98 | 28  | 38  | 48  |
| 14º  | Presidente Hayes    | 1.143 | 112  | 98 | 46  | 35  | 31  |
| 15º  | 29 de Setiembre     | 0.949 | 93   | 98 | 37  | 26  | 30  |
| 16º  | Sportivo Limpeño    | 0.939 | 92   | 98 | 17  | 41  | 34  |
| 17º  | Cristóbal Colón (Ñ) | 0.898 | 88   | 98 | 37  | 31  | 20  |
| 18º  | 12 de Octubre SD    | 0.853 | 29   | 34 | -   | -   | 29  |

     Descendidos a la Primera División C.

## Goleadores
| Pos. | Jugador               | Club                | Goles |
| ---- | --------------------- | ------------------- | ----- |
| 1    | Manuel Maciel         | Benjamín Aceval     | 13    |
| 2    | Jonathan Florenciañez | 24 de Setiembre     | 12    |
| 3    | Carlos González       | Cristóbal Colón JAS | 11    |
| 4    | Jair Pereira          | 3 de Febrero FBC    | 11    |
| 5    | Ronald Duarte         | Deportivo Capiatá   | 11    |
| 6    | Bruno Benítez         | Silvio Pettirossi   | 11    |
| 7    | Germán Núñez          | River Plate         | 11    |
| 8    | Daniel Valdovinos     | 3 de Febrero FBC    | 11    |
| 9    | Nery Castro           | Benjamín Aceval     | 10    |
| 10   | Matías Alfonso        | Cristóbal Colón JAS | 10    |
| 11   | Orlando Bogado        | Deportivo Capiatá   | 10    |
| 12   | Jonathan Amarilla     | Silvio Pettirossi   | 10    |
| 13   | Nery Cardozo          | Cristóbal Colón JAS | 10    |
| 14   | Richard Toledo        | Benjamín Aceval     | 10    |
| 15   | Ernesto Álvarez       | River Plate         | 10    |